# Afroablepharus annobonensis
Afroablepharus annobonensis es una especie de escamosos de la familia Scincidae.

## Distribución geográfica
Es endémica de las selvas de la isla de Annobón (Guinea Ecuatorial).

## Estado de conservación
Se encuentra amenazada por la pérdida de su hábitat natural y por la introducción de especies competidoras.